# مارتين أغيري
مارتين أغيري (بالإسبانية: Martín Sebastián Aguirre)‏ (16 يناير 1981 في الأرجنتين - ) هو لاعب كرة قدم أرجنتيني في مركز الوسط. لعب مع أوليمبو وريفر بليت وغودوي كروز وClub Villa Mitre ‏ وBella Vista de Bahía Blanca ‏ وClub y Biblioteca Ramón Santamarina ‏.

## وصلات خارجية
- مارتين أغيري على موقع قاعدة بيانات كرة القدم.إي يو (الإنجليزية)
- مارتين أغيري على موقع قاعدة بيانات كرة القدم.إي يو (الإنجليزية)
- مارتين أغيري على موقع Soccerway.com (الإنجليزية)
- مارتين أغيري على موقع AS.com (الإسبانية)